# Hermann Bauer (Politiker, 1897)
Hermann Bauer (* 27. Juni 1897 in Marburg; † 16. Juli 1986) war ein Zeitungsverleger, hessischer Politiker (LDP, der Vorläuferorganisation der FDP Hessen) und Abgeordneter des Beratenden Landesausschusses in Groß-Hessen eines Vorgängers des Hessischen Landtags.

## Leben
Hermann Bauer war Buchdrucker und Druckereibesitzer in Marburg an der Lahn. Unter anderem verlegte er die Tageszeitung Hessisches Tagblatt. Während der Zeit des Nationalsozialismus wurde das Tagblatt verboten und er konnte aufgrund seiner liberalen Überzeugungen (er war in der Weimarer Republik Mitglied der DDP gewesen) seine journalistische Arbeit nicht fortsetzen und wurde zweimal verhaftet und im Konzentrationslager festgehalten. 1937 bis 1945 arbeitete er als Arbeiter in einer Zigarrenfabrik.
Nach dem Zweiten Weltkrieg gehörte Hermann Bauer zu den Gründern der LDP. Er gehörte dem "Staatspolitischen Ausschuss" an, der bis zu den Kommunalwahlen in Hessen 1946 die Funktion der Stadtverordnetenversammlung innehatte. Vom 26. Februar 1946 bis zum 14. Juli 1946 war Hermann Bauer Mitglied des (ernannten) Beratenden Landesausschusses für die LDP.
1945 wurde er von der amerikanischen Besatzungsmacht (gemeinsam mit dem Sozialdemokraten Karl Bremer) zum Herausgeber der Marburger Presse, der zweiten Zeitung, die in Hessen zugelassen wurde, lizenziert und gab diese bis 1951 heraus.
Oktober 1946 gab Hermann Bauer sein Amt als stellvertretender Vorsitzender der Marburger Spruchkammer auf. Er protestierte damit gegen die seiner Meinung nach zu harte Entnazifizierung von Mitläufern und die zu milde Behandlung der Haupttäter.  
Sein Nachlass befindet sich im Stadtarchiv Marburg.